# Poliaspoides formosana
Poliaspoides formosana är en insektsart som först beskrevs av Takahashi 1930.  Poliaspoides formosana ingår i släktet Poliaspoides och familjen pansarsköldlöss. Inga underarter finns listade i Catalogue of Life.